# بحر منسرح
بحرِ مُنسرح در اصطلاح عروضی، به بحر شعری مختلف‌الارکان از ترکیب و تکرار دو رکن «مُستفعلن/ مفعولاتُ» (- - ل - /- - - ل) یا زحافات آنها تشکیل شده‌است. منسرح در لغت به معنی آسان است و نحوه تألیف اوتاد و اسباب سبب روانی آهنگ در این بحر می‌شود. (مستفعلن/ مفعولاتُ: دو سبب خفیف، وتد مقرون/ چهار سبب خفیف «°|°|°°|/ °|°|°|°| – – ᴗ /– – – ᴗ»)
از بحرهایی است که سالم آن چندان متداول نیست. شکل سالم وزن آن:
مستفعلن مفعولاتُ مستفعلن مفعولاتُ (- - ل - /- - - ل | - - ل - /- - - ل): بحر منسرح مثمن سالم
پرکاربردترین وزن آن:
- مفتعلن فاعلن مفتعلن فاعلن: (- ل ل - /- ل - | - ل ل - /- ل -) بحر منسرح مثمن مطوی مکشوف*

سلسلهٔ موی دوست حلقهٔ دام بلاست / هر که در این حلقه نیست فارغ از این ماجراست (سعدی)

## زحافات
زحافات (تغییرات) مشهور بحر منسرح در شعر فارسی، از مستفعلن (خَبن – طی – حَذَذ) و از مفعولاتُ: (خبن – خبن و کشف - طی – طی و کشف – نحر) است)
از مستفعلن:
1. مفتعلن: مطوی
2. مفاعلن: مخبون
3. مفعولن: مقطوع
4. فَع لن: اَحَذ
5. فاعلن: مرفوع

از مفعولاتُ:
1. مفاعیلُ: مخبون
2. فعولن: مخبون مکشوف
3. فاعلاتُ: مطوی
4. فاعلن: مطوی مکشوف
5. مفعولُ: مرفوع
6. فع: منحور

## اوزان
اوزان پرکاربرد بحر منسرح:
- مفتعلن فاعلن مفتعلن فاعلن: بحر منسرح مثمن مطوی مکشوف*
- مفتعلن فاعلاتُ مفتعلن فع: بحر منسرح مثمن مطوی منحور*
- مفعولن فاعلاتُ مفتعلن فع: بحر منسرح مثمن مقطوع مطوی منحور
- مفتعلن فعولن مفتعلن فعولن: بحر منسرح مثمن مطوی مخبون مکشوف
- مفتعلن فاعلاتُ مفتعلن: بحر منسرح مسدس مطوی
- مفتعلن فاعلاتُ مفعولن: بحر منسرح مسدس مطوی مقطوع
- مفتعلن فاعلن: بحر منسرح مربع مطوی مکشوف
- مفتعلن فعولن: بحر منسرح مربع مطوی مخبون مکشوف
- مفتعلن فاعلاتُ فع لن: بحر منسرح مثمن مطوی احذّ